# Michael Somare
Michael Somare (ur. 9 kwietnia 1936 w Rabaul, zm. 25 lutego 2021 w Port Moresby) – papuaski polityk, czterokrotny premier Papui-Nowej Gwinei; urząd zajmował od czasu uzyskania przez kraj niepodległości w 1975 do 1980, a następnie w latach 1982–1985, 2002 –2010 oraz w 2011. Lider Sojuszu Narodowego (National Alliance).

## Młodość i edukacja
Był synem Ludwiga Somare Sany i Kambe Somare. Jego ojciec od 1922 do 1947 był policjantem, dochodząc do rangi sierżanta oraz założycielem fundacji, organizującej drobną przedsiębiorczość i mały biznes. Miał cztery żony i sześcioro dzieci, spośród których Michael był najstarszy.
Michael Somare urodził się w 1936 w Rabaul w prowincji Nowa Brytania Wschodnia, gdzie jego ojciec pełnił w tym czasie służbę. Wychowywał się i dorastał w rodzinnej miejscowości Karau w prowincji Sepik Wschodni. Edukację rozpoczynał w czasie II wojny światowej w szkole podstawowej w Karau, prowadzonej przez Japończyków, w której nauczył się czytać, pisać i liczyć po japońsku. Jego ojciec w czasie wojny przebywał z dala od rodziny i ukrywał się w Rabaul.
Po wojnie, od 1946 uczęszczał do Boram Primary School, a następnie do Sogeri High School, którą ukończył w 1957 z certyfikatem australijskiego stanu Wiktoria, upoważniającym do nauczania. Od 1957 pracował jako nauczyciel w szkole podstawowej i średniej. W latach 1962–1963 odbył kolejny kurs w Sogeri High School. W 1965 rozpoczął naukę w Administrative College w Port Moresby.
Na początku lat 60. XX w. rozpoczął pracę w radiu w Wewak jako dziennikarz. Jednak z powodu konfliktów z przełożonymi, tyczącego się jego kontrowersyjnych komentarzy politycznych, został w późniejszym czasie przeniesiony do administracji radia.

### Kariera polityczna
W 1968 opuścił całkowicie rozgłośnię, by wziąć udział w wyborach do Izby Zgromadzenia (parlament) jako członek Partii Pangu, której rok wcześniej był jednym z założycieli. Somare razem z 8 innymi członkami partii, uzyskał elekcję do parlamentu. Odmówił wejścia w skład koalicji rządzącej i został pierwszym oficjalnym liderem opozycji.
W wyborach w 1972 ponownie dostał się do parlamentu. Partia Pangu weszła wówczas w koalicję z Partią Ludowego Postępu Juliusa Chana, a Somare objął tekę ministra finansów wewnętrznych. W 1973 objął stanowisko szefa ministrów Papui-Nowej Gwinei, kiedy terytorium to otrzymało od Australii prawo do samorządności. Somare odegrał kluczową rolę w 1975, w trakcie uzyskiwania niepodległości przez Papuę-Nową Gwineę od Australii i przyjmowania nowej konstytucji. 16 września 1975 objął również nowo powstałe stanowisko premiera.
Na stanowisku tym pozostał do 11 marca 1980, kiedy parlament przegłosował przeciw niemu wotum nieufności. Od 1980 do 1982 był liderem opozycji. Na stanowisko szefa rządu po raz drugi powrócił 2 sierpnia 1982, piastując je do 21 listopada 1985. Następnie przez dwa lata pozostawał liderem opozycji, do czasu kiedy został zastąpiony na stanowisku lidera Partii Pangu. W latach 1988–1992 pełnił funkcję ministra spraw zagranicznych w rządzie premiera Rabbiego Namaliu.
W pierwszej połowie lat. 90. XX w. Somare wystąpił z Partii Pangu i w 1996 stanął na czele utworzonego Sojuszu Narodowego (NA, National Alliance). W 2001 został ponownie liderem opozycji.

#### Premier po raz trzeci i czwarty
W wyborach z czerwca 2002 Sojusz Narodowy zajął pierwsze miejsce, zdobywając 19 mandatów w 109-osobowym Parlamencie Narodowym. Michael Somare jako lider największego ugrupowania stworzył rząd koalicyjny i 5 sierpnia 2002 objął po raz trzeci stanowisko premiera.
W czasie jego rządów doszło do dwóch istotnych konfliktów między Papuą-Nową Gwineą a Australią. Pierwszy raz w marcu 2005, gdy premier Somare w porcie lotniczym Brisbane w Australii został zmuszony przez pracowników ochrony do ściągnięcia butów w czasie rutynowej kontroli. Doprowadziło to do ochłodzenia wzajemnych relacji dyplomatycznych, masowych protestów w Port Moresby oraz żądań przeprosin dla szefa rządu.

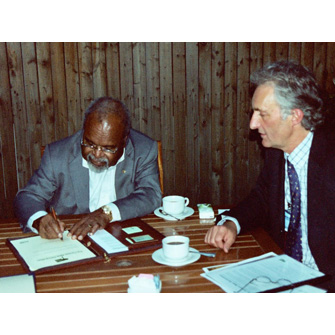
Michael Somare podpisujący Forests Now Declaration, listopad 2007

Jesienią 2006 doszło do poważniejszego sporu, kiedy to 29 września 2006 w Port Moresby został zatrzymany Julian Moti, były prokurator generalny Wysp Salomona, którego władze australijskie ścigały za wykorzystanie seksualne dzieci na Vanuatu. Mimo żądań jego ekstradycji do Australii, rząd Somare 10 października 2006 zadecydował o potajemnym przetransportowaniu go i przekazaniu władzom Wysp Salomona, co wywołało oburzenie rządu Australii i zamrożenie dwustronnych stosunków dyplomatycznych.
Michael Somare jako szef rządu poważnie zaangażował się w problem ochrony środowiska naturalnego, w tym zwłaszcza ochrony lasów tropikalnych. Z jego inicjatywy w maju 2005 powołano do życia Koalicję Państw Lasów Tropikalnych (Coalition for Rainforest Nations), międzyrządową organizację, której celem jest godzenie ochrony lasów z rozwojem gospodarczym. W listopadzie 2007 poparł i podpisał Forests Now Declaration, wzywającą do ochrony lasów tropikalnych w warunkach funkcjonowania wolnego rynku.
W wyborach parlamentarnych w lipcu 2007 Sojusz Narodowy ponownie odniósł zwycięstwo, zwiększając swój stan posiadania do 30 miejsc w 109-osobowym Parlamencie Narodowym. 13 sierpnia 2007 Michael Somare, głosami 89 ze 109 parlamentarzystów, został wybrany szefem rządu na kolejną kadencję. W marcu 2008 w czasie jubileuszu 40-lecia kariery politycznej i następnie we wrześniu 2008, Somare zapowiedział swoje przyszłe odejście z polityki i przekazanie władzy młodszemu pokoleniu.
13 grudnia 2010 ustąpił ze stanowiska szefa rządu z powodu rozpoczynającego się przed specjalnie powołanym trybunałem procesu w sprawie wyjaśnienia zarzutów o niedopełnieniu obowiązków służbowych. Zarzuty dotyczyły niezłożenia wymaganych oświadczeń finansowych w latach 90. XX wieku. Somare zaprzeczył stawianym mu zarzutom. Obowiązki premiera przejął wicepremier Sam Abal.
17 stycznia 2011 powrócił jednak na stanowisko premiera po 5-tygodniowej przerwie. Jego kancelaria wyjaśniła, że rezygnacja miała charakter dobrowolny, a decyzja o powrocie do obowiązków została oparta na ekspertyzie prawnej.
24 marca 2011 trybunał uznał go winnym 13 nieprawidłowości finansowych i nakazał mu zawieszenie wykonywania obowiązków szefa rządu na czas 2 tygodni, od 4 do 18 kwietnia. 4 kwietnia 2011 jego obowiązki przejął wicepremier Sam Abal. 18 kwietnia 2011 Somare nie powrócił jednak na stanowisko premiera, decydując się na urlop z powodu problemów zdrowotnych.

## Odznaczenia
Został odznaczony następującymi odznaczeniami:
- Order Towarzyszy Honoru (1978)
- Krzyż Wielki Orderu św. Michała i św. Jerzego (1991)
- Kawaler Orderu Świętego Grzegorza Wielkiego (1992)
- Gwiazda Wysp Salomona (2009)[15]
- Wielka Wstęga Orderu Wschodzącego Słońca (2015)[16]